# Ристовский, Стефан
Сте́фан Ристо́вский (макед. Стефан Ристовски; род. 12 февраля 1992, Скопье) — македонский футболист, защитник загребского «Динамо» и капитан сборной Северной Македонии.

## Клубная карьера
Стефан Ристовский начинал свою карьеру футболиста в македонском «Вардаре». В январе 2010 года, в возрасте 17 лет, он подписал пятилетний контракт с итальянским клубом «Парма», за который он мог выступать только с 18 лет.
6 июля 2011 года Ристовский был отдан в аренду клубу итальянской Серии B «Кротоне», но, не получив должной игровой практики, он уже в зимнее трансферное окно 2012 года перебрался на тех же правах в другую команду Серии B «Фрозиноне». 5 июля 2012 года «Парма» вновь отдала его в аренду, в клуб Серии B «Бари». В январе 2015 года Ристовский присоединился на всё тех же условиях к «Латине». Во время банкротства «Пармы» у Ристовского был контракт с клубом до 30 июня 2019 года.
В июле 2015 года Ристовский присоединился к хорватской «Риеке» на правах свободного агента. Трансфер был осуществлён с помощью итальянского партнёрского клуба «Риеки» команды «Специя».

## Карьера в сборной
Стефан Ристовский дебютировал в составе сборной Македонии 10 августа 2011 года в гостевой товарищеской игре против команды Азербайджана.

## Достижения
Риека
- Чемпион Хорватии: 2016/17
- Обладатель Кубка Хорватии: 2016/17

Спортинг
- Обладатель Кубка Португалии: 2018/19